# 유전정보 차별금지법
'2008년 유전 정보 차별금지 법안'(공법 110-233 (글) (피디에프), 회기별 법령 122번 881쪽, 2008년 5월 21일 공포됨, 지나[줄임말])이 미국에서 공포되었다.
그 법은 집단 보건 계획과 보험사가 건강한 사람에의 보험처리를 거부하는 것을 그리고 그 사람에게 더 높은 보험료를 매기는 것을 금지하는데 미래에 질병 유발에의 유전적 소인에만 기반해서 말이다.